# Aquele Beijo
Aquele Beijo (Ce baiser-là) est un feuilleton télévisé brésilien produit et diffusé par Rede Globo à partir du 17 octobre 2011, remplaçant Morde & Assopra. Il est rédigé par Miguel Falabella, Flávio Marinho et Antonia Pellegrino et dirigé par Cininha Paula et Roberto Talma.

## Distribution

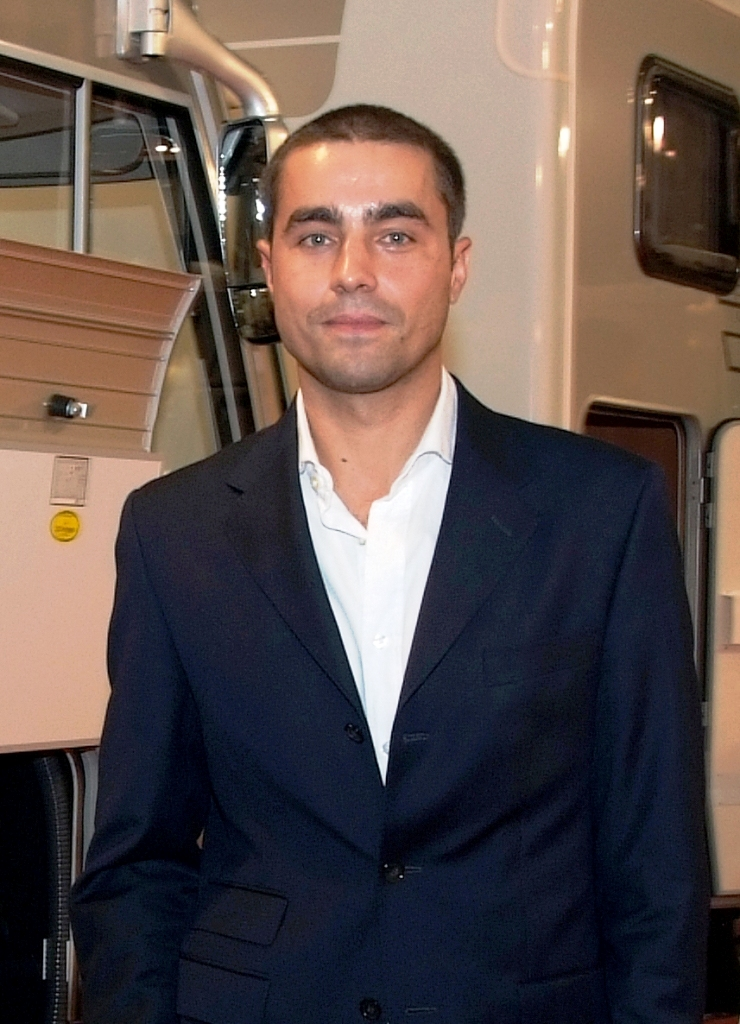
Ricardo Pereira interprète Vicente.

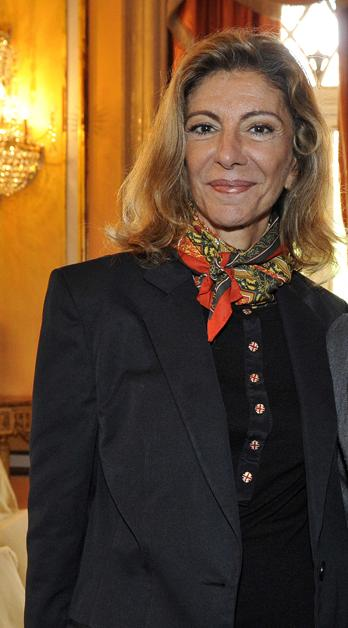
Marília Pêra interprète Maruschka.

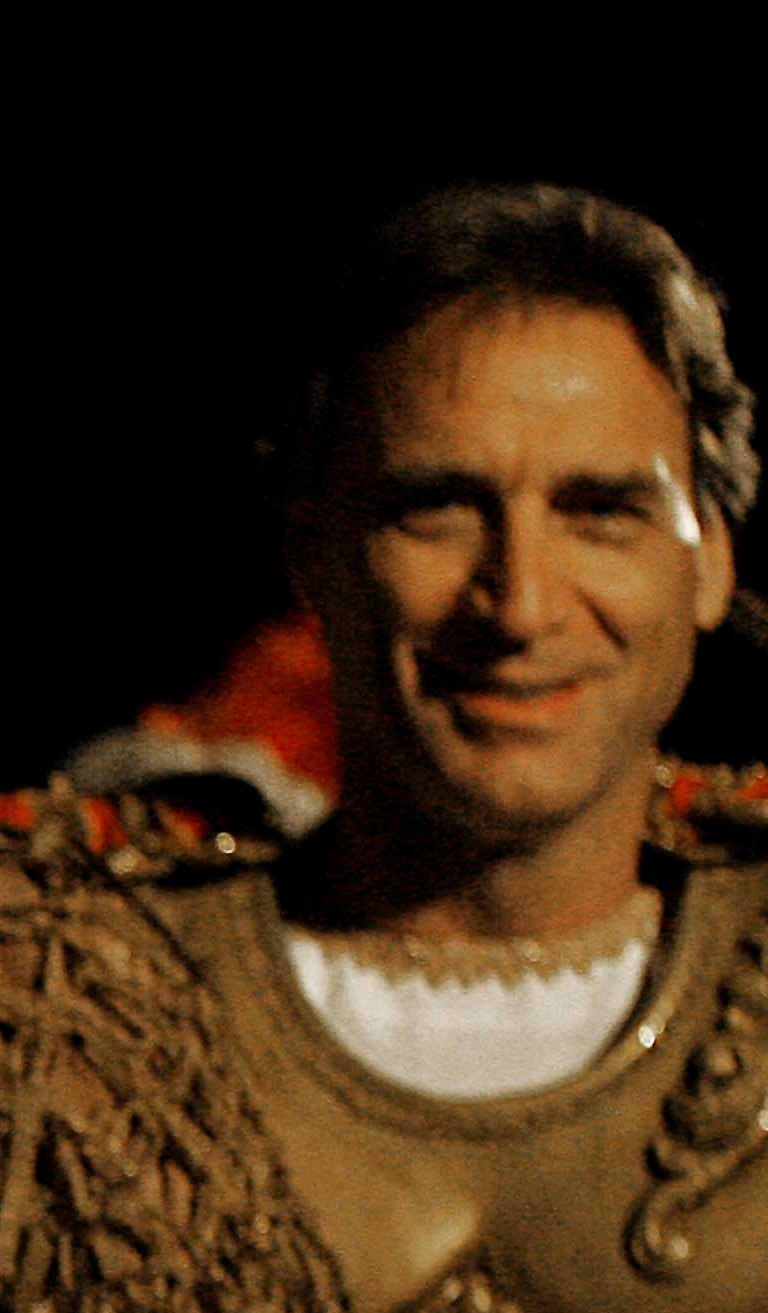
Herson Capri interprète Alberto.

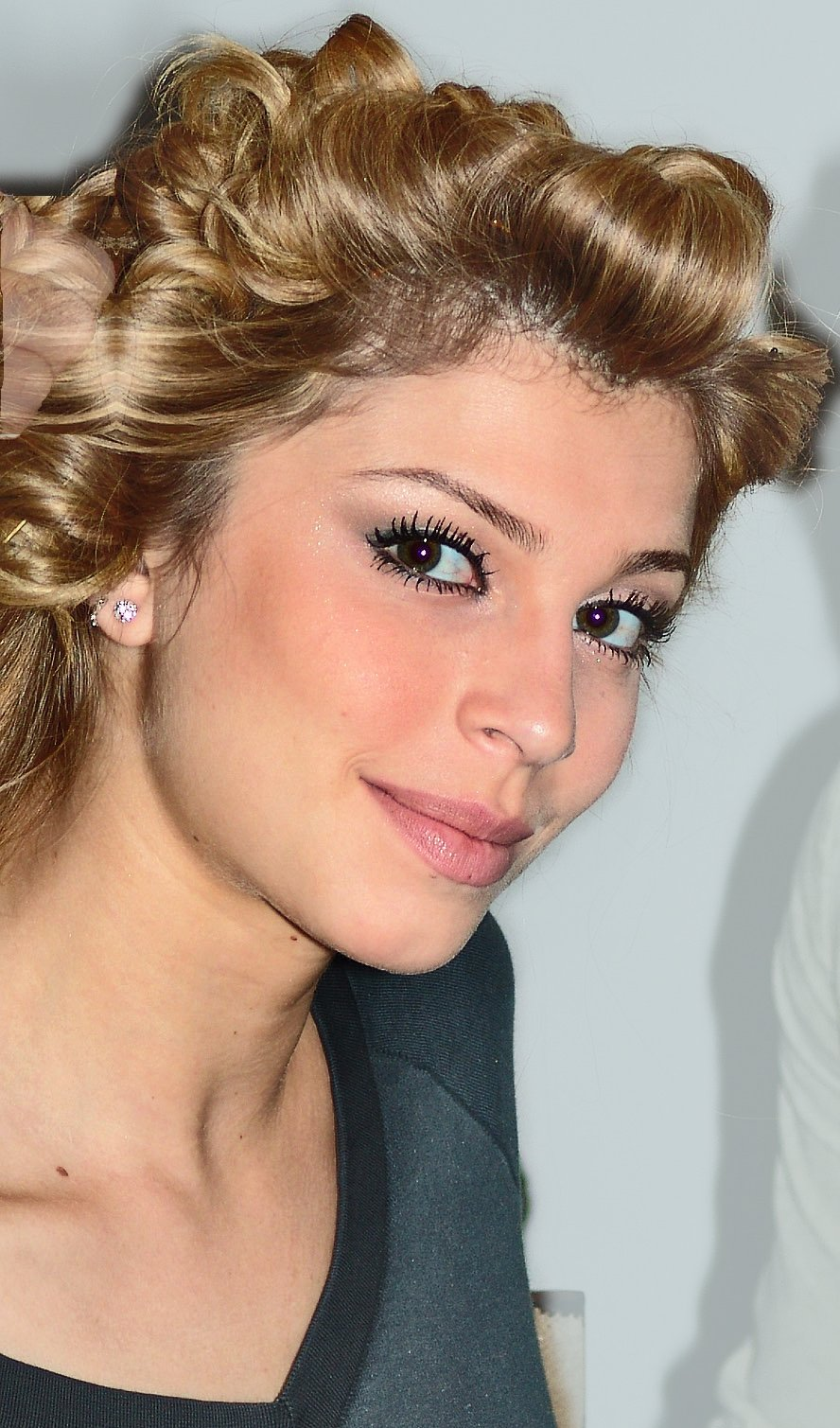
Grazi Massafera interprète Lucena.

| Acteur                 | Caractère                 |
| ---------------------- | ------------------------- |
| Giovanna Antonelli     | Cláudia Collaboro,        |
| Ricardo Pereira        | Vicente Santelmo,         |
| Grazi Massafera        | Lucena,                   |
| Marília Pêra           | Maruschka Lemos de Sá,    |
| Herson Capri           | Alberto                   |
| Victor Pecoraro        | Rubinho Lemos de Sá       |
| Juliana Didone         | Brigite,                  |
| Sheron Menezzes (pt)   | Sarita                    |
| Jandir Ferrari         | Raul                      |
| Cláudia Jimenez        | Mãe Iara,                 |
| Bruno Garcia           | Joselito                  |
| Diogo Vilela           | Felizardo Barbosa         |
| Stella Miranda         | Locanda Barbosa           |
| Bia Nunnes             | Toinha/Damiana Barbosa    |
| Ângela Rebello         | Vera                      |
| Bruna Marquezine       | Beleza "Belezinha" Falcão |
| Fiuk                   | Agenor Barbosa            |
| Elizângela             | Íntima Falcão             |
| Cynthia Falabella      | Stela                     |
| Daniel Torres          | Orlandinho                |
| Edgar Bustamante       | Ticiano                   |
| Ernani Moraes          | Olavo                     |
| Fernanda Souza         | Camila Collaboro          |
| Frederico Reuter       | Ricardo                   |
| Frederico Volkmann     | Tide                      |
| Hugo Gross             | Tibério                   |
| Jacqueline Laurence    | Mirta Lemos               |
| Jorge Maya             | Cabo Rusty                |
| José D'Artagnan Júnior | Valério                   |
| Karin Roepke           | Alana                     |
| Karina Marthin         | Odessa                    |
| Leilah Moreno          | Grace Kelly               |
| Luciano Borges         | Teleco                    |
| Luís Salém             | Ana Girafa,               |
| Maria Eduarda          | Cléo                      |
| Maria Gladys           | Eveva                     |
| Mary Sheyla            | Marisol                   |
| Maria Maya             | Raíssa Barbosa            |
| Maria Vieira           | Brites Santelmo           |
| Maria Zilda            | Olga                      |
| Mariah da Penha        | Dalva                     |
| Marina Motta           | Amália Santelmo           |
| Nívea Maria            | Regina                    |
| Patrícia Bueno         | Dona Otília               |
| Paula Frascari         | Pilori                    |
| Priscila Marinho       | Taluda                    |
| Raoni Carneiro         | Sebastião Santelmo        |
| Renata Celidônio       | Marieta                   |
| Renata Ghelli          | Jorgette                  |
| Sandro Christopher     | Bob Falcão                |
| Thereza Piffer         | Gisele                    |
| Thelma Reston          | Violante                  |
| Zezeh Barbosa          | Deusa                     |